# Coupe de Chine 2005
Navigation
Édition précédente Édition suivante
La Coupe de Chine est une compétition internationale de patinage artistique qui se déroule en Chine au cours de l'automne. Elle accueille des patineurs amateurs de niveau senior dans quatre catégories: simple messieurs, simple dames, couple artistique et danse sur glace.
La troisième Coupe de Chine est organisée du 2 au 6 novembre 2005 au palais omnisports de Pékin. Elle est la troisième compétition du Grand Prix ISU senior de la saison 2005/2006.

## Résultats

### Messieurs
| Rang | Nom              | Pays       | Points | Programme court | Programme court | Programme libre | Programme libre |
| ---- | ---------------- | ---------- | ------ | --------------- | --------------- | --------------- | --------------- |
| 1    | Emanuel Sandhu   | Canada     | 212.66 | 4               | 65.10           | 1               | 147.56          |
| 2    | Stéphane Lambiel | Suisse     | 203.60 | 3               | 70.20           | 2               | 133.40          |
| 3    | Andrei Griazev   | Russie     | 200.60 | 1               | 71.00           | 3               | 129.60          |
| 4    | Ben Ferreira     | Canada     | 185.33 | 6               | 62.83           | 4               | 122.50          |
| 5    | Zhang Min        | Chine      | 178.31 | 8               | 58.09           | 5               | 120.22          |
| 6    | Ryan Jahnke      | États-Unis | 177.02 | 5               | 64.80           | 8               | 112.22          |
| 7    | Matthew Savoie   | États-Unis | 174.37 | 9               | 57.07           | 6               | 117.30          |
| 8    | Li Chengjiang    | Chine      | 173.69 | 2               | 70.25           | 10              | 103.44          |
| 9    | Alban Préaubert  | France     | 166.77 | 12              | 50.93           | 7               | 115.84          |
| 10   | Wu Jialiang      | Chine      | 158.86 | 7               | 58.16           | 12              | 100.70          |
| 11   | Kazumi Kishimoto | Japon      | 157.74 | 10              | 53.14           | 9               | 104.60          |
| 12   | Roman Serov      | Israël     | 155.90 | 11              | 52.74           | 11              | 103.16          |

### Dames
| Rang | Nom              | Pays       | Points | Programme court | Programme court | Programme libre | Programme libre |
| ---- | ---------------- | ---------- | ------ | --------------- | --------------- | --------------- | --------------- |
| 1    | Irina Sloutskaïa | Russie     | 196.12 | 1               | 70.22           | 1               | 125.90          |
| 2    | Mao Asada        | Japon      | 176.60 | 2               | 62.92           | 3               | 113.68          |
| 3    | Shizuka Arakawa  | Japon      | 173.60 | 3               | 57.56           | 2               | 116.04          |
| 4    | Elena Liashenko  | Ukraine    | 160.70 | 4               | 57.52           | 4               | 103.18          |
| 5    | Liu Yan          | Chine      | 145.92 | 5               | 47.72           | 5               | 98.20           |
| 6    | Viktória Pavuk   | Hongrie    | 129.84 | 8               | 42.00           | 6               | 87.84           |
| 7    | Fang Dan         | Chine      | 122.54 | 7               | 44.22           | 7               | 78.32           |
| 8    | Hou Na           | Chine      | 106.34 | 6               | 44.88           | 10              | 61.46           |
| 9    | Idora Hegel      | Croatie    | 104.78 | 9               | 41.42           | 8               | 63.36           |
| 10   | Amber Corwin     | États-Unis | 91.06  | 10              | 28.28           | 9               | 62.78           |

### Couples
| Rang | Nom                                 | Pays        | Points | Programme court | Programme court | Programme libre | Programme libre |
| ---- | ----------------------------------- | ----------- | ------ | --------------- | --------------- | --------------- | --------------- |
| 1    | Maria Petrova / Aleksey Tikhonov    | Russie      | 185.38 | 1               | 62.76           | 1               | 122.62          |
| 2    | Pang Qing / Tong Jian               | Chine       | 176.46 | 2               | 58.64           | 2               | 117.82          |
| 3    | Dorota Zagórska / Mariusz Siudek    | Pologne     | 162.48 | 3               | 56.06           | 3               | 106.42          |
| 4    | Jessica Dubé / Bryce Davison        | Canada      | 157.48 | 4               | 53.16           | 4               | 104.32          |
| 5    | Natalia Shestakova / Pavel Lebedev  | Russie      | 142.12 | 6               | 45.88           | 5               | 96.24           |
| 6    | Katie Orscher / Garrett Lucash      | États-Unis  | 129.98 | 5               | 49.02           | 6               | 80.96           |
| 7    | Marina Aganina / Artem Knyazev      | Ouzbékistan | 114.46 | 8               | 36.72           | 7               | 77.74           |
| 8    | Rumiana Spassova / Stanimir Todorov | Bulgarie    | 109.74 | 7               | 36.76           | 8               | 72.98           |

### Danse sur glace
| Rang | Nom                                 | Pays        | Points | Danse imposée | Danse imposée | Danse originale | Danse originale | Danse libre | Danse libre |
| ---- | ----------------------------------- | ----------- | ------ | ------------- | ------------- | --------------- | --------------- | ----------- | ----------- |
| 1    | Tatiana Navka / Roman Kostomarov    | Russie      | 197.07 | 1             | 36.83         | 1               | 58.50           | 1           | 101.74      |
| 2    | Galit Chait / Sergei Sakhnovski     | Israël      | 186.13 | 2             | 34.23         | 2               | 55.81           | 2           | 96.09       |
| 3    | Megan Wing / Aaron Lowe             | Canada      | 163.36 | 4             | 31.58         | 3               | 50.61           | 4           | 81.17       |
| 4    | Kristin Fraser / Igor Lukanin       | Azerbaïdjan | 161.58 | 5             | 29.15         | 6               | 47.62           | 3           | 84.81       |
| 5    | Morgan Matthews / Maxim Zavozin     | États-Unis  | 157.72 | 6             | 28.51         | 5               | 48.89           | 5           | 80.32       |
| 6    | Federica Faiella / Massimo Scali    | Italie      | 156.35 | 3             | 32.03         | 4               | 49.32           | 6           | 75.00       |
| 7    | Alexandra Kauc / Michał Zych        | Pologne     | 142.57 | 7             | 26.41         | 7               | 43.48           | 7           | 72.68       |
| 8    | Julia Golovina / Oleg Voiko         | Ukraine     | 134.21 | 8             | 26.03         | 8               | 41.71           | 8           | 66.47       |
| 9    | Alexandra Zaretski / Roman Zaretski | Israël      | 129.87 | 9             | 24.36         | 9               | 39.37           | 9           | 66.14       |
| 10   | Yu Xiaoyang / Wang Chen             | Chine       | 127.37 | 10            | 22.98         | 10              | 38.67           | 10          | 65.72       |

## Sources
- Résultats de la Coupe de Chine 2005 sur le site de l'ISU
- Patinage Magazine N°100 (Hiver 2005/2006)